# 大分県立国東高等学校双国校
大分県立国東高等学校双国校（おおいたけんりつ くにさきこうとうがっこう そうこくこう）は、かつて大分県国東市国見町中にあった大分県立国東高等学校の分校である。

## 概要
1963年（昭和38年）4月に設立された県立の全日制高等学校大分県立双国高等学校（おおいたけんりつそうこくこうとうがっこう）が、2008年（平成20年）4月に、旧大分県立国東高等学校、大分県立国東農工高等学校と総合選択制高校として統合され、その分校となったものである。なお、統合による校地の移転などはなかった。

## 設置学科

### 2008年度から
- 総合ビジネス科

### 2007年度まで
- 普通科
- 情報ビジネス科

## 沿革
- 1948年（昭和23年）4月 - 大分県立高田高等学校香々地分校、大分県立国東高等学校伊美分校がそれぞれ開校。
- 1963年（昭和38年）4月 - 2分校を統合して大分県立双国高等学校が開校。
- 2008年（平成20年）4月 - 本校と旧大分県立国東高等学校及び大分県立国東農工高等学校が統合して新たに大分県立国東高等学校となり、本校はその分校の双国校となる。
- 2020年度（令和2年度） - 募集停止[1][2]。
- 2022年（令和4年）3月5日 - 閉校式[3][4]。

## 所在地
- 大分県国東市国見町中1350番地